# Landesbetrieb Mess- und Eichwesen Nordrhein-Westfalen
Der Landesbetrieb Mess- und Eichwesen Nordrhein-Westfalen (LBME NRW) ist ein technischer Landesbetrieb des Landes Nordrhein-Westfalen im Zuständigkeitsbereich des Ministeriums für Wirtschaft, Industrie, Klimaschutz und Energie des Landes Nordrhein-Westfalen.

## Aufgaben
Der Landesbetrieb gewährleistet die Messsicherheit für Messungen im öffentlichen Interesse und sichert einen fairen Wettbewerb. Kontrolliert und überwacht werden Messgeräte:
- Im geschäftlichen Bereich (z. B. Waagen sowie Zapf- und Ladesäulen)
- Im öffentlichen oder amtlichen Bereich (z. B. Geräte zur Geschwindigkeitsmessung, Atemalkoholmessgeräte)
- Im Arbeits- und Umweltschutzbereich (z. B. Strahlenmessgeräte, Geräte zur Schallmessung)

Die Verantwortung für die Durchführung der privatwirtschaftlichen Konformitätsbewertungsverfahren zur Zulassung von Messgeräten liegt bei der Konformitätsbewertungsstelle des LBME NRW. Das Beschussamt Köln, als Teil des Eichamts Köln, übernimmt unter anderem die Prüfung von Waffen, Munition und Feuerwerkskörpern. Im Zuständigkeitsbereich der Bezirksregierung Arnsberg wurde dem LBME NRW die Messstelle für Umweltradioaktivität zugewiesen. Diese Messstelle führt in Übereinstimmung mit den Verwaltungsvorschriften des Integrierten Mess- und Informationssystems zur Überwachung der Radioaktivität in der Umwelt (IMIS) regelmäßige Untersuchungen von Umweltproben auf Radioaktivität gemäß § 162 des Strahlenschutzgesetzes durch. Für den Fall eines radioaktiven Vorfalls müssen sowohl personelle als auch technische Ressourcen verfügbar sein.

## Regionale Organisation
Der Betriebssitz des LBMEs ist in Köln. Weitere Betriebsstellen sind in:
- Aachen
- Arnsberg
- Bielefeld
- Düsseldorf
- Duisburg
- Hagen
- Köln
- Münster
- Recklinghausen